# Blacksville (Georgia)
Blacksville era un lugar designado por el censo ubicado en el condado de Henry, Georgia, Estados Unidos. Fue disuelto para el censo del año 2010. 

## Geografía
Blacksville estaba ubicado en las coordenadas 33°25′18″N 84°9′3″O / 33.42167, -84.15083 (33.421679, -84.150705). Según la Oficina del Censo, tenía un área total de 0,2 km² (0,1 mi²), de la cual 0,2 km² (0,1 mi²) era tierra y 0 km² (0 mi²) (0%) era agua.

## Demografía
Según la Oficina del Censo, en 2000 los ingresos medios por hogar eran de $53,750 y los ingresos medios por familia eran de $53,750. Los hombres tenían unos ingresos medios de $26,250 frente a $21,250 para las mujeres. Los ingresos per cápita eran de $13,527. 